# Zakrzew (powiat lubelski)
Zakrzew – wieś w Polsce położona w województwie lubelskim, w powiecie lubelskim, w gminie Zakrzew.
Wieś szlachecka położona była w drugiej połowie XVI wieku w powiecie lubelskim województwa lubelskiego. W latach 1975–1998 miejscowość należała administracyjnie do województwa zamojskiego.
Zakrzew jest siedzibą gminy wiejskiej, w skład której wchodzi 16 sołectw, stanowi także sołectwo gminy Zakrzew.

## Historia
W czasach Rzeczypospolitej szlacheckiej wieś Zakrzew administracyjnie przynależała do powiatu lubelskiego, parafii Targowisko. W XV i początkach XVI wieku stanowiła własność Tarnawskich (Targowickich): w początku XV wieku do Zbysława, w 1443 do Stanisława, zaś w 1501 do Gotarda, Tarnawskich. Jednak już w 1531 znajdowały się tu drobniejsze działy szlacheckie podobnie jak i w 1676, kiedy swe części mieli: Mateusz Domański (6 poddanych), Franciszek Gruszecki (30 poddanych), Hieronim Jełowicki (30 poddanych) i Jan Łukawski (2 służby). Pobór rozliczany był łącznie z Targowiskiem z 2 łanów kmiecych.
W 1827 roku wieś liczyła 49 domów i 336 mieszkańców. Według spisu z r. 1921 (wówczas także siedziba gminy w pow. krasnostawskim) było tu już 137 domów oraz 855 mieszkańców, w tym 5 Żydów.

## Miejsca pamięci

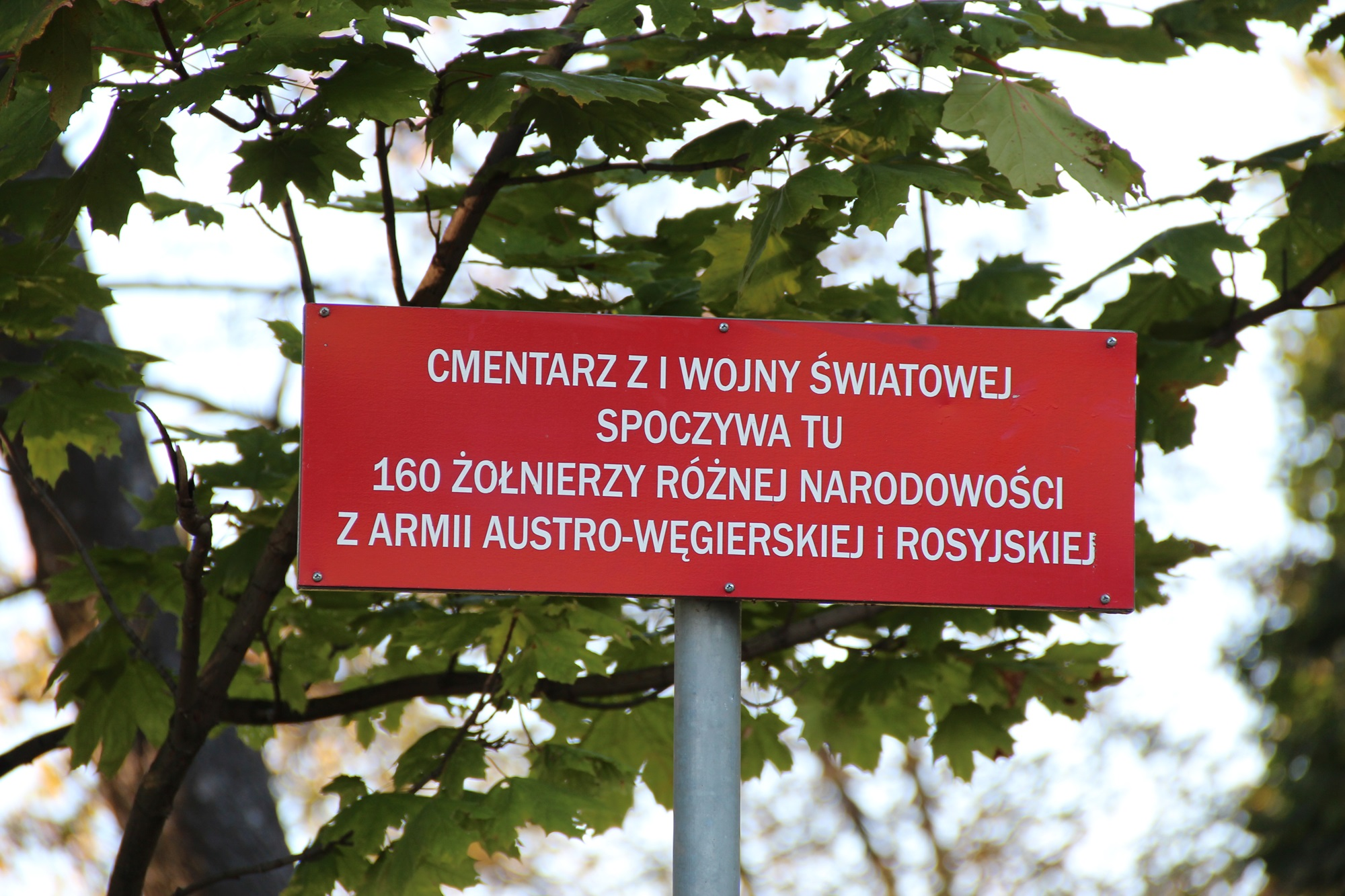
Cmentarz wojenny z okresu I wojny światowej

W Zakrzewie usytuowany jest cmentarz wojenny z okresu I wojny światowej na którym spoczywają bezimienni żołnierze armii rosyjskiej i austro-węgierskiej różnych narodowości. Cmentarz wpisany do rejestru zabytków województwa lubelskiego pod numerem  A/356 z 23.11.1987.